# Хронологія рекордів Європи з бігу на 400 метрів з бар'єрами серед жінок
Рекорди Європи з бігу на 400 метрів з бар'єрами серед жінок визнаються Європейською легкоатлетичною асоціацією з-поміж результатів, показаних легкоатлетками на відповідній дистанції на біговій доріжці стадіону, за умови дотримання встановлених вимог.

## Хронологія рекордів
| Результат                              | Атлетка                         | Місто змагань    | Дата змагань | Примітки    | Відео            |
| -------------------------------------- | ------------------------------- | ---------------- | ------------ | ----------- | ---------------- |
| 56,51                                  | Кристина Кацперчик Польща       | Аугсбург         | 13.07.1974   |             |                  |
| 55,74                                  | Тетяна Сторожева СРСР           | Карл-Маркс-Штадт | 26.06.1977   |             |                  |
| 55,63                                  | Карін Росслі НДР                | Гельсінкі        | 13.08.1977   |             |                  |
| 55,44                                  | Кристина Кацперчик Польща       | Берлін           | 18.08.1978   |             |                  |
| 55,31                                  | Тетяна Зеленцова СРСР           | Подольськ        | 19.08.1978   |             |                  |
| 54,89                                  | Тетяна Зеленцова СРСР           | Прага            | 02.09.1978   |             | Відео на YouTube |
| 54,78                                  | Марина Макеєва (Степанова) СРСР | Москва           | 27.07.1979   |             |                  |
| 54,28                                  | Карін Росслі НДР                | Єна              | 18.05.1980   |             |                  |
| 54,02                                  | Анна Амбразене СРСР             | Москва           | 11.06.1983   |             |                  |
| 53,58                                  | Маргарита Пономарьова СРСР      | Київ             | 22.06.1984   |             |                  |
| 53,55                                  | Сабіне Буш НДР                  | Берлін           | 22.09.1985   |             |                  |
| 53,32                                  | Марина Степанова СРСР           | Штутгарт         | 30.08.1986   |             | Відео на YouTube |
| 52,94                                  | Марина Степанова СРСР           | Ташкент          | 17.09.1986   |             |                  |
| 52,74                                  | Саллі Ганнелл Велика Британія   | Штутгарт         | 19.08.1993   |             | Відео на YouTube |
| 52,34                                  | Юлія Печонкіна Росія            | Тула             | 08.08.2003   | [ 1 ]       | Відео на YouTube |
| 52,03                                  | Фемке Бол Нідерланди            | Токіо            | 04.08.2021   | [ 2 ] [ 3 ] | Відео на YouTube |
| 51,45                                  | Фемке Бол Нідерланди            | Лондон           | 23.07.2023   | [ 4 ] [ 5 ] | Відео на YouTube |
| 50,95                                  | Фемке Бол Нідерланди            | Ла-Шо-де-Фон     | 14.07.2024   | [ 6 ]       | Відео на YouTube |
| 0 років, 254 дні від дати встановлення |                                 |                  |              |             |                  |